# Cantone di Isabela
Il cantone di Isabela è un cantone dell'Ecuador che si trova nella provincia delle Galápagos.
Il capoluogo del cantone è Puerto Villamil.
Il territorio del cantone, oltre all'isola di Isabela (o Albemale), la principale dell'arcipelago, comprende anche le isole di:
- Fernandina (o Narborough)
- Darwin (o Culpepper)
- Wolf (o Wenman)